# Eremophysa gracilis
Eremophysa gracilis là một loài bướm đêm trong họ Noctuidae.